# Lex Valeria

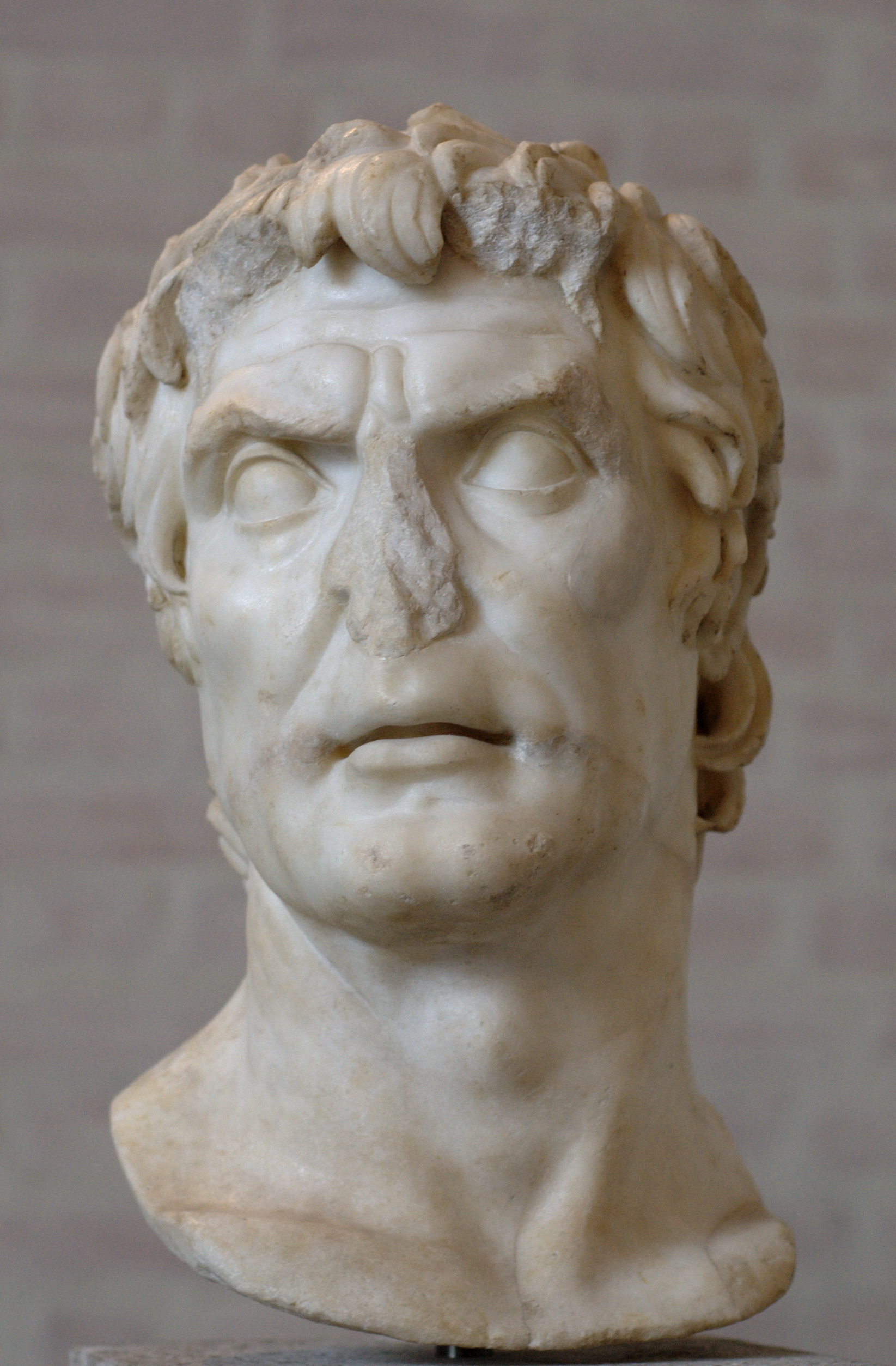
Lucius Cornelius Sulla

La Lex Valeria est une loi proposée aux comices centuriates par l'interroi Lucius Valerius Flaccus en 82 av. J.-C. conférant à Lucius Cornelius Sulla, dit Sylla, la dictature à pouvoir constituant et ce pour une durée illimitée,.

## Historique
À la fin de l'année 82 av. J.-C., Sylla a pris par les armes le contrôle de Rome et de l'Italie, et éliminé physiquement les deux consuls de l'année, ses adversaires dans la guerre contre les marianistes. Comme Sylla n'est que proconsul, le pouvoir civil est vacant, il revient au Sénat de nommer un interroi en la personne de Lucius Valerius Flaccus pour organiser la désignation de magistrats et rétablir un régime légal. Sylla demande au Sénat la création d'un dictateur, magistrature tombée en désuétude depuis plus d'un siècle. L'interroi a la capacité de désigner Sylla comme dictateur, mais pour six mois seulement. Sylla s'est engagé en novembre 82 à réformer le fonctionnement des institutions républicaines dont les dysfonctionnements sont à l'origine de la guerre civile, il veut disposer de plus de temps et de pouvoirs exceptionnels, supérieurs à ceux des anciens dictateurs. Sur sa demande, Valerius Flaccus propose au peuple une loi qui porte son nom (lex Valeria), créant un dictateur legibus scribundis et rei publicae constituendae (chargé de rédiger des lois et d'organiser l'État). Le titulaire sera nommé sans limite de temps et ses décisions seront sans appel, hors de veto des tribuns de la plèbe. Ses textes codifieront les systèmes politique, judiciaire, économique et religieux, et auront force de lois, sans qu'une ratification par un vote populaire soit nécessaire. Valerius Flaccus fait voter cette loi en décembre 82 av. J.-C. par les comices centuriates, qui l'approuvent à l'unanimité. Valerius Flaccus désigne ensuite Sylla pour assumer la fonction qui vient d'être créée et exercer les pleins pouvoirs sous une forme légalisée.